# Aleksàndrovka (Rostov)
Aleksàndrovka — Александровка (rus) — és un poble (un khútor) de l'óblast de Rostov, a Rússia, que en el cens del 2010 tenia 1.349 habitants, pertany al districte d'Aksai.